# Paul is Dead
 Der er for få eller ingen kildehenvisninger i denne artikel, hvilket er et problem. Du kan hjælpe ved at angive troværdige kilder til de påstande, som fremføres i artiklen.

"Paul is Dead" ("Paul er død") er en vandrehistorie, som postulerer, at Paul McCartney fra det britiske rockband The Beatles døde i 1966 og blev erstattet af en look-alike og sound-alike ved navn William Campbell eller Billy Shears.
Beviserne på McCartneys død består af en række "spor" fundet blandt The Beatles' mange plader. De er blandt andet meddelelser som angiveligt kan høres når en sang spilles bagfra, symbolismer fundet i utydelige sangtekster og flertydig billedstil på diverse albumcovers. Det er ofte uklart om tilhængere spreder historien som en joke eller som en rigtig konspirationsteori. Rygtet har været udsat for omfattende sociologiske eftersyn på grund af at dets udvikling, vækst og tilbagevisning fandt sted meget offentligt, da The Beatles var meget populære.

## Baggrund
Rygterne om McCartney begyndte for alvor 12. oktober 1969, da en person ringede ind til Russ Gibb, en radio-DJ på WKNR-FM i Dearborn, Michigan, identificerede sig selv som "Tom" (angiveligt Tom Zarski fra Eastern Michigan University) og bekendtgjorde at McCartney var død. Fred Labour, en studerende på University of Michigan, udgav en undersøgelse af Abbey Road med titlen "McCartney Dead; New Evidence Brought to Light", som specificerede de forskellige "spor" af McCartneys død på Beatles albumcovers, i en udgave af Michigan Daily fra 14. oktober 1969. Terry Knight, en tidligere Detroit DJ og daværende sanger hos Capitol Records, udgav en kryptisk, ildevarslende sang, "Saint Paul", kort efter hans angivelige møde med McCartney i London. Gibb producerede også (med John Small og Dan Carlisle) et timelangt radioshow om rygtet, The Beatle Plot, som blev sendt på WKNR-FM i slutningen af 1969 og siden er blevet genudsendt på Detroit radio.
Snart fandt nationale og internationale medier historien og der opstod en ny "Beatlesmani". Rygtet endte med at blive en hel konspirationsteori.

## Historien om det påståede dødsfald
Den bedst kendte teori er, at McCartney sent om aftenen tirsdag 8. november 1966 (en "stupid, bloody Tuesday") efter at have arbejdet med Sgt. Pepper's Lonely Hearts Club Band albummet, rasende forlod studiet efter et skænderi med de andre Beatles og kørte bort i sin Austin-Healey. Han så ikke at lysene var skiftet ("He didn't notice that the lights had changed" fra A Day in the Life) da han var optaget af at kigge på den pæne pige der gik på fortovet (Lovely Rita) efter han kort forinden havde været ved at køre hende ned da hun gik over gaden uden at se sig for (kaldet "jaywalking" – Blue Jay Way). Han smadrede derefter sin bil ind i en lygtepæl (man kan høre en bilulykke i "Revolution 9") og efter han omkom i ulykken brændte hans hår og ansigt (har mistede sit hår – "lost (his) hair" ifølge Don't Pass Me By). Han blev erklæret død på en onsdag morgen klokken 5 ("Wednesday morning at 5 o'clock as the day begins" fra She's Leaving Home). Få dage senere blev der holdt et begravelsesoptog (som antydes på Abbey Roads albumcover), med Lennon som præst og graveren Harrison som begravede liget.
Ifølge tilhængere af teorien blev McCartney erstattet af vinderen af en McCartney look-alike konkurrence. Denne look-alikes navn menes at være William Shears Campbell, Billy Shears (navnet på den fiktive leder af Sgt Pepper's Lonely Hearts Club Band – en rolle som i virkeligheden blev spillet af Ringo Starr), William Sheppard (baseret på inspirationen for Beatles-sangen The Continuing Story of Bungalow Bill), eller en kombination af disse navne. Paul McCartney er Bill Shepherd fra Pepperpots ifølge den gakkede konspirationsteori. 
Folk som studerer basguitar har påstået, at der er sket en forandring af stilen og kvaliteten af McCartneys spil mellem de tidlige Beatles-album og de senere. Dette kan forklares ved en faktisk ændring og både stil (påvirket af Brian Wilsons melodiske bas) og indspilningsteknik; før 1966 optog han ofte sin bas live, men omkring det år begyndte han at overspille bassen med Direct Input-teknik, hvilket gav ham en større evne til at skabe melodiske basgange. Derudover faldt ændringen i spillestil, ifølge et interview med McCartney i en udgave af Musician Magazine fra 1988, sammen med en ændring i instrumenter. McCartney havde fra Beatles begyndelse spillet en Höfner 500/1-violinbas, men i 1966 forærede Rickenbacker McCartney en specialdesignet basguitar, som han herefter benyttede ved de fleste indspilninger med The Beatles.
Mange fans[kilde mangler] er overbeviste om, at rygtet var et fupnummer som The Beatles selv iscenesatte,[kilde mangler] enten som en joke, eller muligvis for at øge deres salg af plader (det oprindelige opkald til Russ Gibb som startede rygtet sammenfaldt med udgivelsen af Abbey Road), selvom dette flere gange er blevet nægtet af alle fire bandmedlemmer.
Størstedelen af historien og rygtets begyndelse er blevet samlet af den amerikanske journalist Andru J. Reeve, hvis bog Turn Me On, Dead Man fra 2004 generelt betragtes som den definitive ressource for information.

## Spor

### A Collection of Beatles Oldies
Coveret på opsamlingsalbummet A Collection of Beatles' Oldies viser en bil med forlygter, som angiveligt skulle repræsentere den bil McCartney døde i.
Et andet skjult spor findes ved at forøge de to første bogstaver i 'Oldies' med en (o → p, l → m), hvilket giver 'pmdies' som efter sigende skulle stå for "Paul McCartney dies" ("Paul McCartney dør").

### Abbey Road
Billedet på coveret er blevet tolket som et begravelsesoptog. John Lennon er klædt i hvidt som engel eller præst, Ringo Starr er klædt i sort som præst eller bedemand og George Harrison i blå jeans er graver. Paul McCartney går med lukkede øjne, barfodet og med højre ben forrest, hvor de tre andre har venstre ben forrest.
Nummerpladen på den parkerede Folkevogn er LMW 281F, der ligner LMW 28IF. LMW er blevet tolket som "Linda McCartney Weeps". I kinesisk kultur lægges der et år til en persons alder ved fødslen, og albummet blev udgivet i 1969, da Paul McCartney ville have været 27, hvis han var i live.